# Botanicus Universalis et hortulanus
Botanicus Universalis et hortulanus (abreviado Bot. Univ.) es un libro con ilustraciones y descripciones botánicas que fue escrito por el botánico británico Richard Weston y publicado en cuatro volúmenes en los años 1770 a 1777.

## Publicación
- Volumen nº 1, 1770
- Volumen nº 2, 1771
- Volumen nº 3, 1772
- Volumen nº 4, 1777